# 竹下祥平
竹下 祥平（たけした しょうへい、1989年5月6日 - ）は、日本の元ラグビー選手。

## プロフィール
- 福岡県福岡市出身。
- ポジションはウィング(WTB)、フルバック(FB)。
- 身長 177cm、体重 85kg
- ニックネームは「タケシタ」。

## 経歴
6歳からラグビーを始め、東福岡高等学校、法政大学でプレー。高校時代は副将として第87回全国高等学校ラグビーフットボール大会に出場、同校の初優勝に貢献した。2007年度の高校日本代表に選出され、オーストラリアに遠征。大学では2011年度主将を務め、主にFB、WTBとして活躍。2年時にU20日本代表、3年時に7人制日本代表に選出された。また、2008年度と2010年度と2011年度の関東大学リーグ戦1部ベスト15にも選ばれている。2012年、サントリーサンゴリアスに入団。
2013年9月28日に行われたジャパンラグビートップリーグ第4節の九州電力キューデンヴォルテクス戦に先発出場で公式戦初出場を果たした。
2020年4月16日、サントリーサンゴリアスのホームページ上で現役引退を発表。サントリーサンゴリアスでの出場数は23。